# 20,3 cm K (E)
Il 20,3 cm Kanone (Eisenbahnlafette), abbreviato in 20,3 cm K (E) era un cannone ferroviario tedesco usato per compiti di difesa costiera nella Francia occupata ed in Belgio durante la seconda guerra mondiale. Le otto bocche da fuoco erano cannoni navali di riserva trasferiti tra il 1941 ed il 1942 dalla Kriegsmarine allo Heer dopo la perdita di alcune navi della classe Admiral Hipper.

## Storia
L'Oberkommando des Heeres (OKH) ordinò alla Krupp, nell'ambito del programma di riarmo lanciato nel 1933 dal Partito nazista, di iniziare la progettazione di artiglierie ferroviarie completamente nuove. Tuttavia ciò necessitava di lunghi tempi di sviluppo e la Krupp fece presente che poteva invece consegnare rapidamente un numero significativo di pezzi usando le bocche da fuoco navali obsolete, già disponibili perché dismesse dalla marina, e modernizzando i progetti risalenti agli affusti ferroviari della prima guerra mondiale. L'OKH accettò ed nel 1936 autorizzò Krupp ad iniziare lo sviluppo di una serie di cannoni di calibro compreso tra 150 e 280 mm, da consegnare entro il 1939 nell'ambito del programma di emergenza Sofort-Programe.
Otto cannoni da 20,3 cm SK C/34, prodotti come armamento principale degli incrociatori pesanti Classe Admiral Hipper, erano a disposizione dell'esercito. Krupp riuscì ad adattare il progetto del cannone ferroviario 21 cm SK "Peter Adalbert", risalente alla prima guerra mondiale, per questi più piccoli cannoni. Le modifiche principali riguardarono la sostituzione della rotaia sospesa per il paranco delle munizioni con una gru e la rimozione della piastra centrale e dei rulli dall'affusto. Le fonti differiscono sull'angolo di tiro dell'affusto: Kosar e François sostengono fosse di 2,4°, mentre Gander e Chamberlain riportano che fosse di soli 14'; Hogg non riporta invece nessun dato. Qualunque fosse la cifra esatta, l'arma poteva brandeggiare sul suo affusto solo quanto bastava per l'aggiustamento del tiro, mentre per il puntamento più grossolano doveva essere effettuato girando l'intero affusto su una piattaforma girevole Vögele (Vögele-Drehbettung). La piattaforma girevole Vögele era costituita da una guida circolare intorno ad un perno rotante, che sostenevano una piattaforma girevole sulla quale l'affusto ferroviario, su due carrelli ferroviari a 4 assi, veniva caricato grazie ad una rampa. La piattaforma era dotata alle estremità di rulli che poggiavano sulla guida esterna. La piattaforma aveva una portata di 300 tonnellate, abbastanza per poter sostenere la maggior parte dei cannoni ferroviari tedeschi. Per il caricamento il cannone doveva essere portato ad alzo 0° dopo ogni colpo. Quattro cannoni furono consegnati nel 1941 ed altri quattro nel 1942.
Esistono prove fotografiche di un 20,3 cm K (E) caricato su due rimorchi a 6 assi a pianale ribassato Culemeyer-Strassenfahrzeug e trasportato su strada.

## Munizionamento
L'esercito si rese conto di non avere nelle sue dotazioni le munizioni da 203 mm solo quando i cannoni erano già in produzione. Chiese alla Krupp di ritubare i cannoni per utilizzare la munizione standard a 210 mm, ma l'operazione si dimostrò antieconomica. I cannoni furono così dispiegati in postazioni fisse, vale a dire nel sistema di difesa costiero, in modo da minimizzare l'onere sul proprio sistema logistico. Alla fine lo Heer ordinò 8 canne di ricambio da 210 mm, ma solo quattro furono costruite prima che 6 degli 8 impianti venissero catturato o distrutto durante l'Operazione Overlord e l'intero progetto divenisse quindi inutile.
Il cannone utilizzava il sistema standard sui grossi calibri navali tedeschi, basato su una carica di lancio principale in bossolo di ottone, che garantiva la tenuta dei gas di sparo, e su una carica aggiuntiva in sacco di seta.
| Nome                             | Tipo                                                     | Peso   | Carica  | Velocità alla volata | Gittata  |
| -------------------------------- | -------------------------------------------------------- | ------ | ------- | -------------------- | -------- |
| Sprenggranate L/4.7 m Hb         | granata HE con cappuccio balistico                       | 122 kg | 8,93 kg | 925 m/s              | 37,000 m |
| Sprenggranate) L/4.7 m Bdz. m Hb | granata HE, spoletta posteriore, con cappuccio balistico | 124 kg | 6,54 kg | 925 m/s              | 37.000 m |

## Impiego operativo
A partire dall'8 luglio 1942 due cannoni furono assegnati alla Batterie 687 e passarono il resto della guerra di stanza a Lissewege, in Belgio, come batteria costiera. L'unità fu un seguito ridenominata 4./Heeres-Küstenartillerie-Regiment 1240 (4ª batteria del 1240º reggimento artiglieria costiera dell'esercito). La Batterie 685, in seguito ridenominata 3./Heeres-Küstenartillerie-Regiment 1272 (3ª batteria del 1272º reggimento artiglieria costiera dell'esercito), stazionò ad Auderville-Laye con due cannoni, a protezione dell'estremità della penisola di Cotentin, fino alla distruzione dopo che gli americani isolarono la penisola il 18 giugno 1944..